# Crvenkasta panjevčica
Crvenkasta panjevčica (lat. Hypholoma lateritium) je nejestiva gljiva iz porodice strnišnica (Strophariaceae). U Europi se ova gljiva često smatra nejestivom ili čak otrovnom, ali u SAD-u i Japanu očito je popularna jestiva gljiva.

## Opis
- Klobuk crvenkaste panjevčice je širok od 4 do 9 centimetara, mesnat, najprije kuglast, kasnije polukuglast i na kraju raširen, gladak, crvenkastoopekaste boje, u sredini tamniji, prema obudu svjetliji, na rubu ostaci zastorka u obliku smeđih dlačica.
- Listići su gusti, pomiješani s kraćima, prirasli na stručak, blijedožućkasti, kasnije maslinaste i naposljetku tamnomaslinaste boje.
- Stručak je visok od 5 do 11 centimetara, debljine od 0,5 do 1 cm, vitak, cjevasto šupalj, tamnosmeđe boje, prema klobučiću žut, a prema dolje crvenkastoopekast. U gornjem dijelu ostaci zastorka u obliku tamnocrtastog prstenka.
- Meso je žućkaste boje, bez svojstvenog mirisa i prilično gorka okusa.
- Spore su eliptične, ljubičastosmeđe boje, 6 - 9 x 3 – 4 μm.

## Kemijske reakcije
Kožica klobuka i površina stručka sa sumpornom kiselinom H2SO4 postanu lagano maslinasti, dok se sa željeznim sulfatom FeSO4 kora stručka oboji trenutačno tamnozeleno; s kalijevom lužinom stručak odmah postane narančastožut, zatim smeđ. 

## Stanište
Raste tijekom cijele godine po starim panjevima raznog drveće.

## Upotrebljivost
Crvenkasta panjevčica nije jestiva, zbog prilično gorka okusa.

## Sličnosti
Crvenkasta panjevčica raste tijekom cijele godine u krasnim kiticama po starim panjevima. Krasna crvenkastoopekasta boja klobuka odmah je odvaja od otrovne sumporače koja je sumporastožute boje. U Americi raste jedan varijetet koji je jestiv i manje gorak. Hypholoma sublateritium var. permagna naraste izvanredno velika tako da joj klobuk dosegne i do 15 cm širine. 

## Slike
|  |  |  |  |  |
|  |  |  |  |  |

## Vanjske poveznice
|  | Zajednički poslužitelj ima stranicu o temi Hypholoma lateritium    |
|  | Zajednički poslužitelj ima još gradiva o temi Hypholoma lateritium |